# 오텀 헐버트

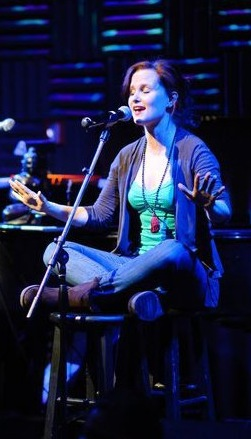

오텀 헐버트(Autumn Hurlbert, 1980년 3월 6일 ~ )는 미국의 가수, 배우, 연극 배우, 영화배우이다.
그레이트폴스에서 태어났다.

## 영화
- 서든 데쓰 (2010년)